# 小祝政明
小祝 政明（こいわい まさあき、1959年8月27日 - ）は、日本の篤農家。一般社団法人日本有機農業普及協会理事長。株式会社BLOFホールディングス代表取締役社長。  株式会社ジャパンバイオファーム代表取締役会長。株式会社joaa（ジョア）代表取締役。農業生産法人株式会社BLOFERS（ブロファーズ）代表取締役。BLOF理論(Bio Logical Farming:ぶろふ生態系調和型農業理論）の提唱者。NPOとくしま・小松島有機農業サポートセンター校長。八ケ岳中央農業実践大学校講師。日本有機農業学会元理事。有機農業技術会議設立呼びかけ人
。国連総会SDGsカンファレンスで国連職員向けのカンファレンス（技術学術検討会議）にて第一席となる。

## 経歴
茨城県つくば市に生まれ農家で育つ。外国語学部と農業関係の大学で学ぶ。1985年、就農。オーストラリア有機農業研究所で微生物エンジニアとして、牧場の土壌改良を研究する。2000年9月7日、株式会社ジャパンバイオファームを設立（長野県伊那市）。2011年10月17日、株式会社ホッコクと業務提携。2015年2月、農業生産法人株式会社BLOFERS (ブロファーズ)を設立。代表取締役に就任。2016年、東京大学・理化学研究所・日本有機農業普及協会が共同でBLOF（ぶろふ）理論の実証実験を開始。2019年1月24日、株式会社joaa（ジョア:BLOF農産物販売会社）を設立。代表取締役に就任。8月22日、NTTコムウェアと「BLOF（ぶろふ）営農支援サービス」実証実験を8月上旬より開始。農林水産省による取組、有機農業の推進に関する予算（産地育成関係）持続的水産強化対策事業のうち 有機農業推進総合対策事業畑地での実証(太陽熱養生処理技術)。2020年8月25日、第1弾「BLOFware.Doctor」水稲版をリリース。2021年2月16日、株式会社BLOFホールディングスを設立。

## 著書
- 『実践!有機栽培の施肥設計: 設計ソフト付き』農山漁村文化協会 ISBN 978-4540122149 (2013年12月25日)
- 『有機栽培の病気と害虫―出さない工夫と防ぎ方 (小祝政明の実践講座)』農山漁村文化協会 ISBN 978-4540111952 (2012年1月1日)
- 『有機栽培の果樹・茶つくり―高品質安定生産の実際 (小祝政明の実践講座) 』農山漁村文化協会 ISBN 978-4540091797 (2011年3月1日)
- 『有機栽培の野菜つくり―炭水化物優先、ミネラル優先の育て方 (小祝政明の実践講座) 』農山漁村文化協会 ISBN 978-4540091780 (2009年11月1日)
- 『有機栽培のイネつくり―きっちり多収で良食味 (小祝政明の実践講座) 』農山漁村文化協会 ISBN 978-4540071454 (2008年11月1日)
- 『有機栽培の肥料と堆肥―つくり方・使い方 (小祝政明の実践講座) 』農山漁村文化協会 ISBN 978-4540071447 (2008年1月1日)
- 『有機栽培の基礎と実際―肥効のメカニズムと設肥設計』農山漁村文化協会 ISBN 978-4540031977 (2005年4月1日)

## 論文
- 『実践!有機栽培の施肥設計』[22]
- 『土壌診断の現状と今後への挑戦: 流派そろい踏み』[23]

### 動画
- BLOF理論 - YouTube
- 第1弾はBLOFware.Doctor 水稲版 - YouTube
- BLOF水稲白い根栽培は収量が増える - YouTube
- BLOF水稲白い根栽培が多収穫になる理由 - YouTube
- BLOF水稲白い根栽培 草が生えない理由 - YouTube